# Сидоров, Александр Филиппович
Алекса́ндр Фили́ппович Си́доров (11 августа 1918, Лесное Никольское — 15 мая 1984, Старая Майна, Ульяновская область) — участник Великой Отечественной войны, полный кавалер ордена Славы, во время войны — командир орудия.

## Биография
Родился 11 августа 1918 года в селе Лесное Никольское Симбирской губернии (ныне Старомайнского района Ульяновской области). Русский. Окончил 5 классов.
В Красной Армии с 1939 года. На фронте в Великую Отечественную войну с мая 1943 года.
19 ноября 1942 года младший сержант Сидоров, командир орудия 6-й батареи 2-го дивизиона 986-го артполка 321-й стрелковой дивизии Юго-Западного фронта, за уничтожение 2 станковых пулеметов и 30 солдат противника был награждён медалью «За отвагу».
21 августа 1944 года А. Ф. Сидоров, на тот момент гвардии старший сержант 185-го гвардейского артполка 82-й гвардейской стрелковой Запорожской ордена Богдана Хмельницкого дивизии 8 гвардейской армии 1-го Белорусского фронта, в бою за населённый пункт Эмилюв, расположенный в трёх километрах северо-восточнее польского города Гловачув, подавил миномётную батарею и уничтожил большое количество живой силы противника. Был награждён орденом Славы 3-й степени.
14 января 1945 года в бою за польский населённый пункт Генрыкув командир орудия 185-го гвардейского артиллерийского полка (82-я гвардейская стрелковая дивизия, 8-я гвардейская армия, 1-й Белорусский фронт) гвардии старший сержант Сидоров с вверенным ему орудийным расчётом вывел из строя два противотанковых орудия, две пулемётные точки, наблюдательный пункт и до полутора десятков вражеских солдат и офицеров, подавил огонь миномётной батареи, способствуя прорыву обороны противника на одном из участков магнушевского плацдарма на западном берегу реки Висла. Награждён орденом Славы 2-й степени.
20 апреля 1945 года в бою в пригороде германского города Мюнхеберг он уничтожил из своего орудия два пулемёта, свыше десятка солдат и подавил огонь миномётной батареи, что облегчило стрелкам захват выгодного рубежа. В 1946 году за этот подвиг награждён орденом Славы 1-й степени.
В 1945 году демобилизован.
Скончался в 1984 году в Старой Майне.

## Награды
- полный кавалер ордена Славы:
  - Орден Славы 3-й степени № 240704 указом от 29 августа 1944 года — За мужество и отвагу, проявленные в боях;
  - Орден Славы 2-й степени № № 25303 указом от 7 марта 1945 года — За мужество и отвагу, проявленные в боях;
  - Орден Славы 1-й степени № 2965 указом от 15 мая 1946 — За образцовое выполнение заданий командования в боях с немецко-фашистскими захватчиками;
- медаль «За отвагу» − 19.11.1942.

## Память

Памятник-бюст Сидорову А. Ф. (Старая Майна)

- Памятник-бюст Сидорову А. Ф. (Старая Майна)Его именем названа одна из улиц посёлка Старая Майна.
- На Аллее Героев в Старой Майне ему установлен бюст.
- В Старой Майне проходят открытый областной шахматный турнир на призы кавалера трех орденов Славы А. Ф. Сидорова[1].